# Rami Zur

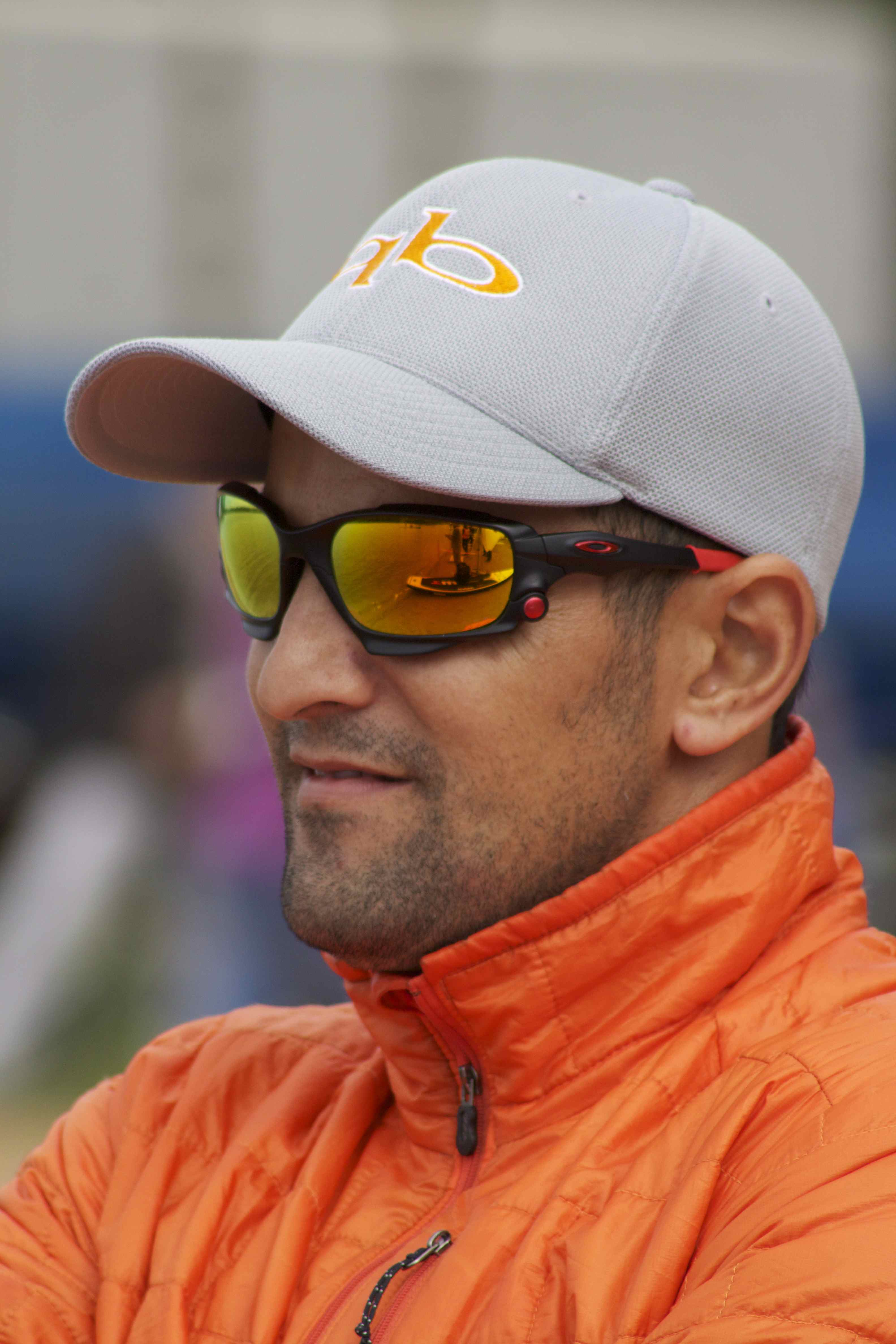
Rami Zur (2013)

Rami Zur (* 3. Februar 1977 in Berkeley, Kalifornien) ist ein US-amerikanischer Kanu-Sprinter, der seit den späten 1990er Jahren für Israel und später für die USA startete.

## Leben
Er nahm mit Ro'l Yellin für Israel an den Olympischen Sommerspielen 2000 in den Disziplinen 500 Meter und 1000 Meter sowie für die Vereinigten Staaten an den Olympischen Sommerspielen 2004 in der Disziplin K1–500 Meter und mit Bartosz Wolski in der Disziplin K2–1000 Meter und 2008 in der Disziplin K1–500 Meter teil. In allen Wettbewerben schied er im Halbfinale aus.
Nach seiner Teilnahme für Israel im Jahre 2000 kürzte die dortige Regierung die Mittel für diesen Sport, so dass Zur, der eine doppelte Staatsbürgerschaft besitzt, ab diesem Zeitpunkt für die Vereinigten Staaten an den Start ging.
Mütterlicherseits ist Zur jüdischer Abstammung. Vier Wochen nach seiner Geburt wurde er von seiner schwerkranken Mutter zur Adoption freigegeben, da sie wollte, dass er jüdisch erzogen wird. Er wurde von einem israelischen jüdischen Ehepaar, das in einem Kibbuz in der Nähe des Sees Genezareth lebte, adoptiert und aufgezogen. Von seinem Adoptivvater, einem Segler, wurde er für den Wassersport begeistert. Rami Zur diente drei Jahre bei der israelischen Armee, wo er eine Stelle in einer Einheit bekam, die ihm Zeit für das Training erlaubte.
Im Kanusport ist Rami Zur nicht mehr aktiv. Er ist mit Krisztina Fazekas-Zur verheiratet, die für Ungarn bei den Olympischen Sommerspielen 2012 eine Goldmedaille im Vierer-Kajak gewann.
Wie seine Frau beteiligt sich Zur an Stand-Up-Paddling-Veranstaltungen und gewann am 30. Mai 2013 am Kleinen Brombachsee bei der Veranstaltung "Lost Mills" die Kurzstreckendisziplin über 200 Meter in der Klasse inflatable.